# دونیا برزنا
دونیا برزنا (به لاتین: Donja Brezna) یک منطقهٔ مسکونی در مونته‌نگرو است که در شهرداری پلوژینه واقع شده‌است. دونیا برزنا ۱۴۰ نفر جمعیت دارد.